# Mormia niesiolowskii
Mormia niesiolowskii és una espècie d'insecte dípter pertanyent a la família dels psicòdids que es troba a Europa: Polònia.